# Beatrix d'Este
Beatrix (Beatrice) d'Este (italsky Beatrice d'Este, maďarsky Estei Beatrix, 1215–1245) byla uherská královna, třetí manželka Ondřeje II.

## Život
Beatrix byla dítětem markýze Aldobrandina I. d'Este, jméno její matky není známé. Jejím bratrem byl sv. Kontard z Este. Její otec zemřel v roce jejího narození, a tak se Beatrix ujal její strýc Azzo VII. d'Este.
Na začátku roku 1234 navštívil dvůr rodu Este postarší uherský král Ondřej II., který rok byl už podruhé vdovcem, a zřejmě se do mladé Beatrix zamiloval. Její strýc dal svolení ke sňatku jen pod tou podmínkou, že se král Ondřej i Beatrix vzdají nároků na věno i dědictví jejího otce.
Svatba proběhla 14. května 1234 v Székesfehérváru. Vztahy mezi Beatrix a syny jejího manžela však byly napjaté. Ondřej II. zemřel 21. září 1235 a na trůn nastoupil jeho syn Béla IV., který chtěl svou nevlastní matku vypovědět ze země. Když ovdovělá Beatrix oznámila své těhotenství, Béla ji obvinil z cizoložství a nařídil ji uvěznit. Beatrix utekla z Uher jen za pomoci vyslanců císaře Fridricha II., kteří se účastnili pohřbu předchozího krále.
Beatrix se uchýlila do Svaté říše římské, kde porodila syna Štěpána (jehož syn se později stal uherským králem jako Ondřej III.), jehož legitimitu ale jeho starší nevlastní bratři nikdy neuznali. Beatrix se se synem chtěla odebrat ke dvoru svého strýce Azza VII., ten ale její žádost odmítl. V dalších letech cestovala po Itálii a snažila se bojovat o práva svého syna. Snažila se přesvědčit Benátskou republiku, aby během války s Uherskem podpořila jejího syna, ale Benátky během míru uzavřeného s Bélou IV. v roce 1244 přislíbily, že Beatrix a jejího syna podporovat nebudou.

## Potomci
- Štěpán Pohrobek (1236–1271)